# غضروف

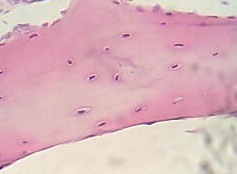
صورة لغضروف تحت المجهر

الغُضْرُوف (بالإنجليزية: Cartilage) هو نوعٌ مرنٌ وسلسٌ من النسيج الضام. في رباعيات الأطراف، يغطي الغضروف ويحمي نهايات العظام الطويلة عند المفاصل مثل الغضروف المفصلي(الزجاجي)، وهو مكون بنيوي للعديد من أجزاء الجسم بما في ذلك القفص الصدري والرقبة والشعب الهوائية والأقراص بين الفقرات. في الأصناف الأخرى، مثل الأسماك الغضروفية، وأيضًا في مستديرات الفم، قد تشكل الغضاريف نسبة أكبر بكثير من الهيكل العظمي. إنها ليست صلبة وجامدة مثل العظام، لكنها أكثر صلابة وأقل مرونة بكثير من العضلات(خصائصها الميكانيكية متوسطة ما بين العظم والأنسجة الضامة الكثيفة كالأوتار). يتكون نسيج الغضروف من جليكوز أمينوجليكان وبروتيوغليكان وألياف الكولاجين وأحيانًا إيلاستين.
غالبًا ما يساعد الغضروف بسبب صلابته غرض إبقاء الأنابيب مفتوحة في الجسم. تشمل الأمثلة حلقات القصبة الهوائية، مثل: الغضروف الحلقي وجؤجؤ القصبة الهوائية.
يتكون الغضروف من خلايا متخصصة تسمى الخلايا الغضروفية التي تنتج كمية كبيرة من نسيج الكولاجين خارج الخلية، وهي مادة أساسية وفيرة غنية بألياف البروتيوغليكان والإيلاستين. يصنف الغضروف إلى ثلاثة أنواع: الغضروف المرن، والغضروف الزجاجي والغضروف الليفي، والتي تختلف في الكميات النسبية من الكولاجين والبروتيوغليكان.
لا تحتوي الغضاريف على أوعية دموية أو أعصاب. ومع ذلك، فإن بعض الغضاريف الليفية مثل الغضروف المفصلي للركبة يحتوي على إمداد بالدم جزئيًا. يوفر الانتشار التغذية للخلايا الغضروفية. يؤدي ضغط الغضروف المفصلي أو انثناء الغضروف المرن إلى توليد تدفق السوائل، مما يساعد على انتشار العناصر الغذائية إلى الخلايا الغضروفية. بالمقارنة مع الأنسجة الضامة الأخرى، يكون للغضروف دوران بطيء جدًا لنسيج خارج الخلية ووثق للقيامه بالإصلاح بمعدل بطيء جدًا مقارنةً بالأنسجة الأخرى.

## التركيب

### مكونات الغضروف
- يشكل الماء ما نسبته 65-80٪ من الغضروف، والباقي عبارة عن مادة تشبه الهُلام تُسمى نسيج/مصفوفة (Matrix)
- يتكون النسيج من عدة أنواع من البروتينات المتخصصة، وهي: كولاجين (Collagens)، بروتيوغليكان (Proteoglycans)، وبروتينات غير كولاجينية (Non-collagenous proteins)
- يرتبط البروتيوغليكان والبروتينات غير الكولاجينية بالكولاجين وينتج عن ذلك شبكة ينجذب الماء إليها بواسطة البروتينات السالبة الشحنة.[6]

### التكوين
في مرحلة التطور الجنيني، يُشتق نظام الهيكل العظمي من الأديم المتوسط. التغضرف(المعروف أيضًا باسم تكوين الغضروف) هي العملية التي يتم من خلالها تكوين الغضروف من نسيج اللحمة المتوسطة المكثف، والذي يتمايز إلى أرومات غضروفية ويبدأ في إفراز الجزيئات (أغريكان وكولاجين النوع II) التي تشكل نسيج خارج الخلية. في جميع الفقاريات، يكون الغضروف هو النسيج الرئيسي للهيكل العظمي في مراحل التولد الجيني المبكرة في العظم، تتعظم العديد من العناصر الغضروفية لاحقًا من خلال التعظم الداخلي والتحجر الغضروفي.
بعد عملية التغضرف الأولي التي تحدث أثناء التطور الجنيني، يتكون نمو الغضروف في الغالب من نضج الغضروف غير الناضج إلى حالة أكثر نضجًا. يحدث انقسام الخلايا داخل الغضروف ببطء شديد، وبالتالي فإن نمو الغضروف لا يعتمد عادة على زيادة حجم أو كتلة الغضروف نفسه. لقد حُددت أن RNAs غير المشفرة (مثل miRNAs و RNAs الطويلة غير المشفرة) كأهم المعدلات اللاجينية التي يمكن أن تؤثر على تكوين الغضروف. هذا يبرر أيضًا مساهمة الحمض النووي الريبي غير المشفر في العديد من الحالات المرضية التي تعتمد على الغضروف مثل التهاب المفاصل وما إلى ذلك.

### الغضروف المفصلي
تعتمد وظيفة الغضروف المفصلي على التركيب الجزيئي لنسيج خارج الخلية (ECM). يتكون نسيج خارج الخلية بشكل أساسي من البروتيوغليكان والكولاجين. البروتيوغليكان الرئيسي في الغضروف هو أغريكان، والذي يشكل مجاميع كبيرة مع الهيالورونان. هذه الركام مشحونة سلبًا وتحتفظ بالماء في الأنسجة. والكولاجين، ومعظمه من النوع الثاني، يقيد البروتيوغليكان. يستجيب نسيج خارج الخلية لقوى الشد والضغط التي يعاني منها الغضروف. وبالتالي يشير نمو الغضروف إلى ترسب النسيج، ولكن يمكن أن يشير أيضًا إلى كل من نمو وإعادة تشكيل النسيج خارج الخلية. بسبب الضغط الكبير على المفصل الرضفي الفخذي أثناء مقاومة تمدد الركبة، فإن الغضروف المفصلي للرضفة هو من بين أثخن سمكا في جسم الإنسان.

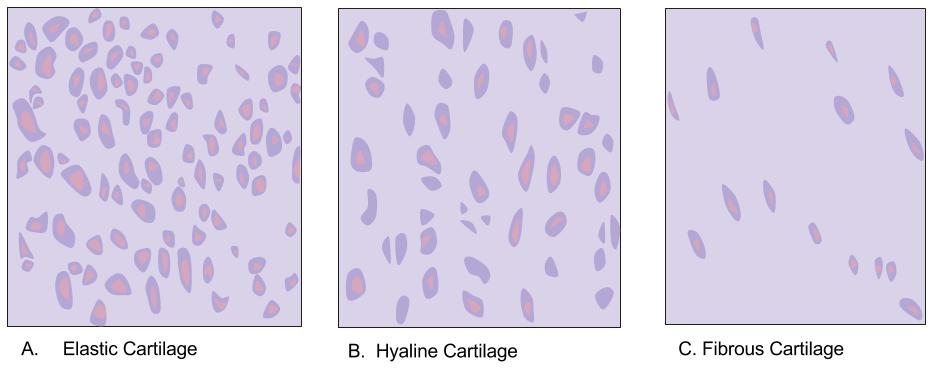
توجد ثلاثة أنواع من الغضاريف: الغضاريف المرنة (A)، الغضروف الهياليني (B)، والغضروف المليّفي (C). في الغضروف الاكثر مرونه تكون الخلايا الغضروفية قريبة من بعضها البعض، وهذا الصنف يوجد في الأذن وفي بعض أجزاء الحنجرة. والغضروف الهياليني يحتوي على عدد أقل من الخلايا في الغضروف المرن. يوجد الغضروف الهياليني في الأنف والأذنين والقصبة الهوائية وبعض أجزاء الحنجرة وفي الأنابيب الشعبية. الغضروف الليفي به أقل عدد من الخلايا الغضروفية وتكون المسافات بينها كبيرة؛ وهي تتواجد في فقرات العمود الفقري وفي المفاصل.

## الوظيفة

### الخصائص الميكانيكية
دُرِست الخواص الميكانيكية للغضروف المفصلي في المفاصل الحاملة مثل: الركبة والورك على نطاق واسع في المقاييس الكلية والجزئية ومقاييس النانو. تشمل هذه الخصائص الميكانيكية استجابة الغضروف في التحميل الاحتكاكي والضغط والقص والشد. الغضروف مرن ويظهر خصائص مرونة لزوجية.

### خصائص الاحتكاك
يلعب لوبريسين دورًا رئيسيًا في التزييت/التشحيم الحيوي وحماية الغضاريف، وهو بروتين سكري يوجد بوفرة في الغضروف والسائل الزلالي.

### الإصلاح
يتمتع الغضروف بقدرات إصلاح محدودة: نظرًا لأن الخلايا الغضروفية مرتبطة بالجوبة، فإنها لا تستطيع الهجرة إلى المناطق المتضررة. لذلك، من الصعب التئام تلف الغضروف. نظرًا لأن الغضروف الزجاجي لا يحتوي على إمداد بالدم أيضًا، فإن ترسب النسيج الجديد يكون بطيئًا. على مدى السنوات الماضية، وضع الجراحون والعلماء سلسلة من إجراءات إصلاح الغضاريف التي تساعد على تأجيل الحاجة إلى استبدال المفصل. غالبًا ما يمكن قطع الهلالة المتمزق في غضروف الركبة جراحيًا لتقليل المشكلات.
يتم تطوير تقنيات الهندسة الحيوية لتوليد غضروف جديد، باستخدام مادة "سقالات" خلوية وخلايا مزروعة لتنمية غضروف اصطناعي. أُجريت أبحاث مستفيضة على الهلامة المائية بولي فاينيل الكحول المذابة بالتجميد كمواد أساسية لهذا الغرض. لقد أظهرت المواد الهلامية وعودًا كبيرة من حيث التوافق الحيوي، ومقاومة التآكل، وامتصاص الصدمات، ومعامل الاحتكاك، والمرونة، والتشحيم، وبالتالي فهي تعتبر متفوقة على الغضاريف القائمة على متعدد إيثيلين. أظهر زرع الهلاميات المائية بولي فاينيل الكحول على شكل هلالة اصطناعية في الأرانب لمدة عامين أن المواد الهلامية تظل سليمة دون تدهور أو كسر أو فقدان الخصائص.
- يسهل الغضروف حركة المفاصل، وقد يؤدي نقصه إلى آلام ومشاكل في الجهاز الهيكلي، كما يحدث في حالة تآكل الغضروف الأمر الذي قد يسبب اضطراب الروماتزم
- تكوين هيكل داعم لبعض الأعضاء، مثل جدران الممرات الهوائية، فيمنع انهيار مجرى الهواء
- تكوين الأسطح الفصلية للعظام
- تكوين قالب لنمو وتطور العظام الطويلة ومعظم بقية الهيكل العظمي للجنين الذي يُستبدَل بالعظام تدريجياً.[18]

## أنواع الغضاريف
يصنف الغضروف إلى ثلاثة أنواع:
- الغضروف المَرِن (Elastic cartilage) توجد الخلايا فيه في شبكة من الألياف المَرِنة تشبه الخيوط داخل المصفوفة، يوفر الغضروف المرن القوة والمروة، وأيضاً يحافظ على شكل تركيبٍ معين، مثل الأذن الخارجية وهو موجود أيضاً في القصبة الهوائية والأنف
- الغضروف الهياليني أو الزجاجي (Hyaline cartilage) وهو الأكثر انتشاراً، له مظهر زجاجي، يعمل هذا الغضروف على تشتيت ألياف الكولاجين الدقيقة من النوع الثاني وهذا يقويها. الغضروف الزجاجي موجود في المفاصل وحاجز الأنف (الذي يفصل بين فتحتي الأنف)، في البداية، تكون العظام في الجنين على شكل غضاريف زجاجية ثم تتحول إلى عظام مع النمو.[19]
- الغضروف المليف أو الليفي (Fibrous cartilage) الذي يُعد أقوى أنواع الغضاريف، وتختلف من حيث الكمية النسبية للخلايا الغضروفية فيها، وهذا النوع موجود في ضمادات غضروفية تسمى الغضروف المفصلي، والتي تساعد على تشتيت وزن الجسم وتقليل الاحتكاك، مثل الركبة.[6][20]

## نمو الغضاريف
يتباطأ نمو الغضاريف بعد تمام النمو في أوائل العشرينات من العمر. تتحجّر طبقة المشاشة بالكامل ويبقى خط رقيق جدا منها، وعليه لا تستطيع العظام الاستمرار في النمو طوليًا. هرمون النمو المفرز في الغدّة النخامية وهورمونات الجنس المفرزة في المبايض والخصيات تتحكم في نمو العظام
يكون نمو الغضاريف بطريقتين:
1. النمو الخلالي (Interstitial growth) وفيه تنمو الخلايا الغضروفية وتنقسم وتضع مزيداً من المصفوفة/النسيج داخل الغضروف، وهذا يحدث بشكل رئيسي في مرحلة الطفولة والمراهقة
2. النمو الموضعي/نمو مصاقب (Appositional growth) تُضاف فيه طبقات سطحية جديدة من المصفوفة إلى االنسيج/لمصفوفة الجديدة من خلال أرومات غضروفية جديدة.[21]

## معالجة الغضروف
نشرت مجلة ابوتيكين أومشاو الألمانية طريقة جديدة في معالجة الغضاريف المستهلكة. يبدأ الطبيب بقرصين من غضروف سليم. ثم يسحق المختبر العينتين ويضعهما في محلول إنزيم معين فتتفكك جبيبات العينتين إلى خلاليا منفردة. ثم يجري تنمية الخلايا في درجة حرارة 37 درجة مئوية لمدة 3-4 أسابيع. بعد ذلك تترك الخلايا المتكاثرة في التجمع في حبيبات صغيرة. ثم ينقل الطبيب تلك الحبيبات في الغضروف المعاني، فتترابط معه مكونة غضروفا شبه طبيعيا.

## مفصليات الأرجل
الغضروف الأكثر دراسة في المفصليات هو الغضروف الخيشومي سلطعون حدوة الحصان الأطلسي، إنه غضروف حويصلي غني بالخلايا بسبب الخلايا الغضروفية الكبيرة والكروية والمفرغة مع عدم وجود تماثلات في المفصليات الأخرى، وهناك نوع آخر من الغضروف الموجود في هذا السلطعون هو غضروف (Endosternite)، وهو غضروف ليفي هياليني مع خلايا غضروفية من التشكل النموذجي في مكون ليفي، وهو ليفي أكثر بكثير من الغضروف الهياليني الفقاري، مع عديدات السكاريد المخاطية المناعية ضد الأجسام المضادة لكبريتات كوندرويتين.
توجد أنسجة متماثلة للغضروف الباطني في مفصليات الأرجل الأخرى. تعبر أجنة سلطعون حدوة الحصان الأطلسي عن (ColA) وهيالورونان في الغضروف الخيشومي وغضروف (Endosternite)، مما يشير إلى أن هذه الأنسجة عبارة عن غضروف قائم على الكولاجين الليفي. يتشكل الغضروف الداخلي بالقرب من الحبال العصبية البطنية التي تعبر عن (Hh) وعن (ColA) و(SoxE)، وهو نظير (Sox9). يظهر هذا أيضًا في نسيج الغضروف الخيشومي.